# Puranpur
Puranpur es una ciudad y municipio situada en el distrito de Pilibhit en el estado de Uttar Pradesh (India). Su población es de 40007 habitantes (2011). 

## Demografía
Según el censo de 2011 la población de Puranpur era de 40007 habitantes, de los cuales 20924 eran hombres y 19083 eran mujeres. Puranpur tiene una tasa media de alfabetización del 69,65%, superior a la media estatal del 67,68%: la alfabetización masculina es del 75,77%, y la alfabetización femenina del 62,95%.